# Ditropinotus obscurus
Ditropinotus obscurus är en stekelart som beskrevs av Nikol'skaya 1952. Ditropinotus obscurus ingår i släktet Ditropinotus och familjen gallglanssteklar. Inga underarter finns listade i Catalogue of Life.